# 欧州連合の外交

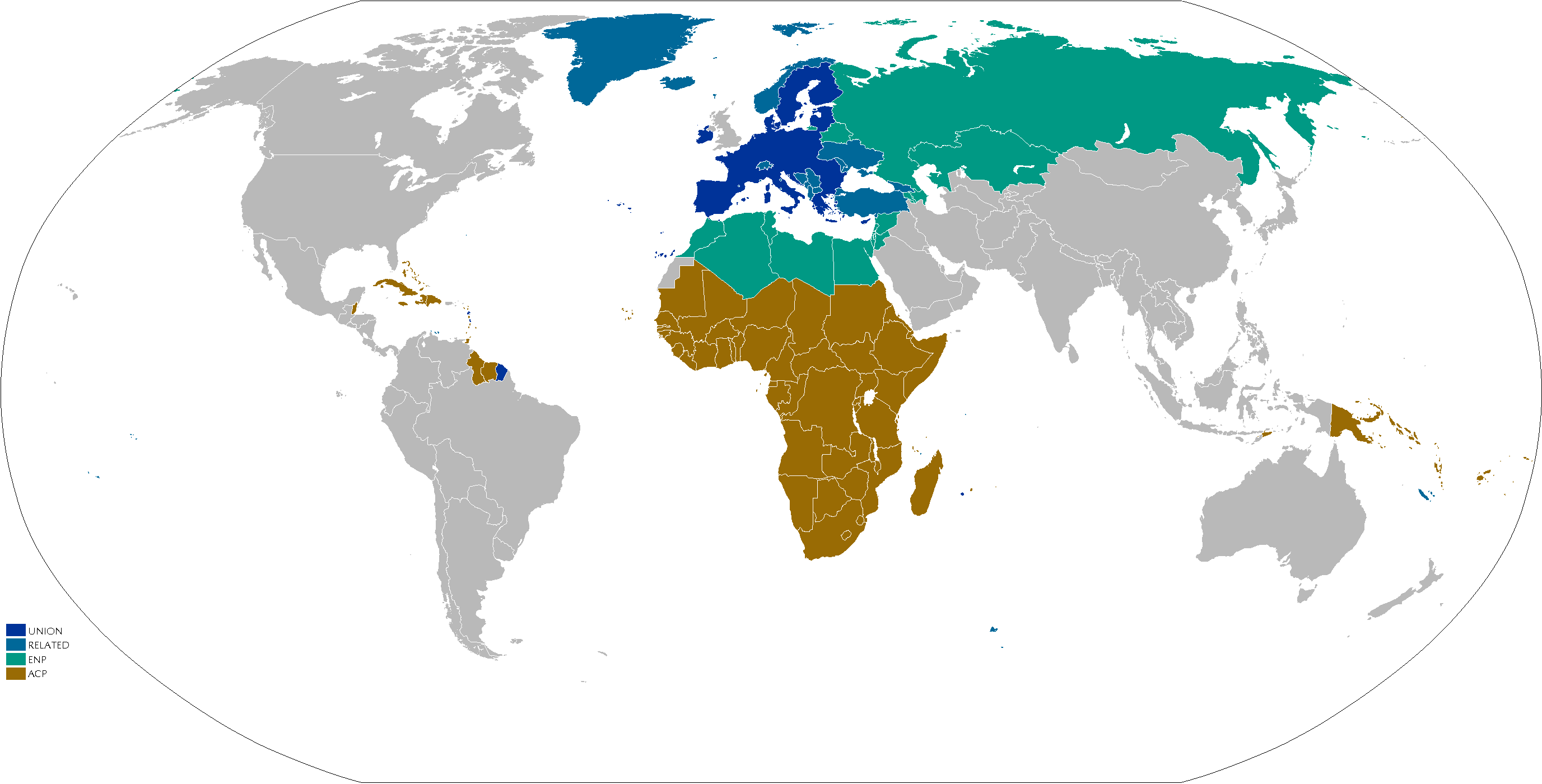
欧州連合、加盟国の特別領域、欧州近隣政策の対象国、ACP諸国

欧州連合の外交（おうしゅうれんごうのがいこう）では、欧州連合と、欧州連合に加盟していない第3国との外交関係について概説する（外交政策の一般的な枠組みについては共通外交・安全保障政策の項目を参照）。欧州連合加盟国の統合は高度に進められているが、外交政策についてはもっぱら政府間主義が採られており、27の加盟国が主体となって政策を決定している。しかし、単一のブロックとしての重みは増しており、貿易やエネルギー関連の事項については、声を一つにしようとする試みが時折なされている。

## 欧州連合非加盟のヨーロッパとの関係
欧州連合に加盟していないヨーロッパの国々との関係については、欧州連合の拡大、あるいは加盟なしでの統合の可能性が大きな議題となっている。

### 西ヨーロッパ
ノルウェー、アイスランド、リヒテンシュタインは欧州経済領域に参加しており、欧州連合の単一市場に組み込まれている。一方でスイスは欧州経済領域には参加していないが、両者の間での協定や欧州自由貿易連合を通じて単一市場に関与している。このほかミニ国家と呼ばれるアンドラ、モナコ、サンマリノ、バチカン市国があるが、これらの諸国は自国通貨としてユーロを使っており、アンドラ、サンマリノと欧州連合はそれぞれの間で関税同盟を結成している。また、これらミニ国家のうちアンドラでのみ国境検査が続けられている。しかし、これら諸国と欧州連合とは政治的な面での統合が行われていない。

### 西バルカン・トルコ
西バルカン諸国とトルコはいずれも欧州連合の加盟に関して加盟候補国、または潜在的加盟候補国となっている。これらの国との関係については欧州連合との間で結ばれる連合協定や加盟交渉で決められている。また西バルカン諸国とトルコは南東欧エネルギー共同体やシングル・ヨーロピアン・スカイといった欧州連合のプロジェクトに参加している。

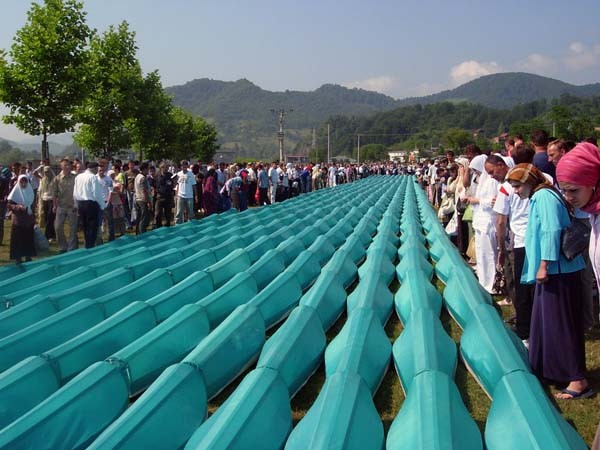
ヨーロッパはユーゴスラビア紛争の対応に失敗した。

欧州連合はユーゴスラビア紛争の調停策が失敗した後も、西バルカンの問題に長期にわたってかかわってきた。このときの失敗を反省して欧州連合では共通外交・安全保障政策を充実させ、それがバルカンの安定につながった。

### 東ヨーロッパ
ロシアを除く欧州近隣政策の対象となっている東ヨーロッパ諸国の欧州連合への加盟の道は残されているものの、欧州連合の拡大に関する方針や欧州憲法条約の批准失敗といったことがあり、このため近い将来における加盟は困難であると考えられていた。しかし2007年にリスボン条約が調印され、2009年末までに発効が目指されており、この地域への拡大の障壁が低くなることが見込まれている。また2009年5月には東方パートナーシップの設置が欧州連合加盟国の首脳の間で決定され、この地域と欧州連合との関係は強化されつつある。アルメニア、ジョージア、モルドバ、ウクライナの政治指導者や政治家たちは欧州連合への加盟に前向きとされている一方で、ベラルーシなどの国々は民主主義や人権問題といった点で欧州連合から冷遇されている。

### 地中海沿岸諸国
地中海沿岸諸国は、長らく欧州連合の外交政策の関心事項となっている。このため欧州連合では東ヨーロッパの非加盟国やパレスチナ自治政府、ヨルダンを含めた地中海沿岸諸国を対象とする欧州近隣政策を策定し、友好の輪を築こうとしている。ヨーロッパと地中海沿岸諸国の関係発展を試みるものとして、1995年11月に欧州連合加盟国（当時15か国）と地中海沿岸諸国との間で策定され、地域の安定や政治・経済の発展などについての内容が盛り込まれたバルセロナ・プロセスや、欧州・地中海自由貿易協定 (Euro-Mediterranean FTA) などがある。またフランス大統領ニコラ・サルコジは地中海連合構想を提唱し、2008年7月13日に設立を決めた。

## 主要国との関係

### 中華人民共和国
ヨーロッパ各国の首脳はほかの地域の首脳と同様に、経済成長が続く中華人民共和国との関係を注視している。しかしその政体や国内の人権問題といったところから、欧州連合と中華人民共和国との関係は2つの正反対の方向性を持っている。六四天安門事件以来、欧州連合では中華人民共和国への武器の輸出を禁止しており、これについて輸出に関する規則の整備案が出されているが、欧州連合の首脳の中には武器の輸出解禁に厳しい見方を持っている者もいる。
このほか欧州連合域内の製造者が安い中華人民共和国製品との競争に耐えられなくなり、例えば欧州連合向けの繊維製品に関する貿易摩擦といった問題を抱えている。中華人民共和国と欧州連合は協調関係の構築を模索しており、例えば中華人民共和国がガリレオ・プロジェクトに参加し、2億3000万ユーロの資金を投じたり、中華人民共和国内に製造工場を建設する見返りとして、2006年にフランス大統領ジャック・シラクが訪中したさいにエアバス製飛行機を150機注文している。欧州連合では1985年に中華人民共和国との間で結ばれた通商協力協定に替えて、より包括的な連携協力協定の締結計画が持ち上がっている。中華人民共和国にとって欧州連合は最大の貿易相手となっており、欧州連合にとって中華人民共和国は2番目に大きな貿易相手となっている。

### インド
インドは欧州連合との協力関係を早期から築いていった国のひとつで、イギリスが加盟した1973年に欧州経済共同体とインドの両者の間で協定が結ばれている。また最近では1994年に協力協定が結ばれ、2005年に行動計画が署名されている。また2007年4月の時点では、欧州委員会はインドとの自由貿易協定を履行している。
インドにとって欧州連合は最大の貿易相手であり、インドの貿易全体の20%を占めているが、逆に欧州連合にとってインドは貿易の1.8%しか占めておらず、またインドにとっては最大の資金供給源である対印直接投資も欧州連合にとっては全体の0.3%に過ぎないものである。ただ2005年の1年間で欧州連合・インド間の貿易額は20.3%の伸びを示している。
2006年にはインド系資本のミッタル・スチールがルクセンブルクに本社を置くアルセロールの買収を模索していたことが話題となった。ミッタルの動きに対してフランスとルクセンブルクの両国政府は反対を唱えたが、欧州委員会は市場競争の観点のみで判断を下し、アルセロール・ミッタルの統合を認めた。

### ロシア
ロシアは欧州連合に接する最大の国で、東ヨーロッパや中央アジアの諸国に大きな影響力を持っている。ロシアの飛び地であるカリーニングラード州は2004年以降、完全に欧州連合の領域に囲まれている。そのため同州は国境検査が厳しくなり、ほかのロシアの領土から地理的に孤立するようになった。
ロシア政府は欧州近隣政策に参加せず、欧州連合とは「共通空間」や北部欧州政策において協力関係を築いている。
欧州連合・ロシア関係については、欧州連合がロシアのエネルギー供給に依存しているということに深くかかわっている。エネルギーを巡ってはロシアと対立することが多く、ロシアがウクライナやベラルーシと対立した際に、両国に対するエネルギー供給を部分的に削減したこともあって、これに対して各国首脳はロシアに対する不信感を示している。
欧州連合はロシアからの供給の多様化を求めている。2007年4月、欧州委員会通商担当委員のピーター・マンデルソンはエネルギー紛争を受けてロシアと欧州連合の信頼関係について、冷戦終結以来では最低の水準にあると述べている。
ロシアはアメリカによるポーランドおよびチェコへの弾道弾迎撃ミサイル配備計画について、ロシアを危険視しているものとして反対している。旧東側諸国の中にはヨーロッパ通常戦力条約（CFE条約）に調印せずに北大西洋条約機構 (NATO) に加わったこともあり、ロシアは NATO 全加盟国が CFE 条約に調印・批准しない限り、自らの条約の履行を一時停止することを表明した。さらにロシア政府は、アメリカがヨーロッパで軍備を配することになれば、ロシアは自国の軍備についてヨーロッパに照準を向けることになるかもしれないなどと示唆している。
エストニア政府がソビエト軍兵士のブロンズ像を市内の中心広場から撤去したことに対して、首都タリンでがロシア系市民の反発から暴動事件が発生し、さらにロシア国内からエストニアに対するサイバー攻撃などがなされた。タリンでの暴動以外にも駐モスクワのエストニア大使館を包囲した抗議活動も行われた。
さらにロシアは、低品質で安全性が確保されていないとしてポーランドからの食肉の輸入を禁止しており、これに対抗してポーランドはエネルギーや移民などの問題に関する欧州連合・ロシア間の取り決めに関する提案を拒否している。エネルギー関連についてはリトアニアに対する原油供給の封鎖や、ラトビアとポーランドも関わるノード・ストリームのパイプライン計画といったものが含まれている。
このほかシベリア上空を欧州連合の民間航空機が通過するさいの課税免除に関する協定についても議論となっている。ロシアは欧州連合には加盟していないが、欧州安全保障協力機構や欧州評議会には参加している。欧州評議会参加国として、ロシア市民はストラスブールの欧州人権裁判所に対して訴訟を提起することができ、同裁判所ではロシアが関連する案件について、2002年から2006年のあいだに363件に対する判断を下しており、そのうち352件がロシア側を批判するものとなっている。ロシアはこの判決に対しておおむね受け入れる態度を示している。

### アメリカ合衆国

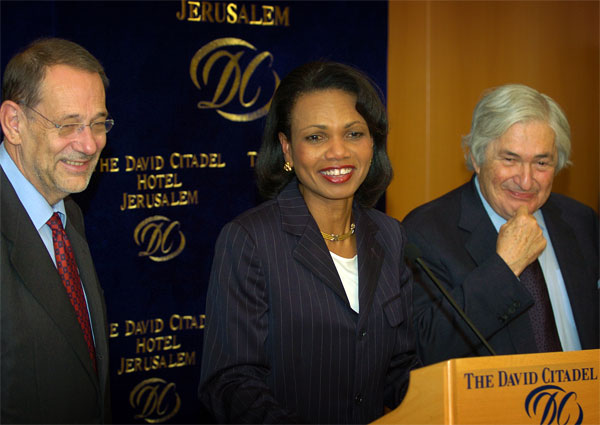
2005年7月、エルサレムにて
左からハビエル・ソラナ共通外交・安全保障政策上級代表、コンドリーザ・ライスアメリカ国務長官、ジェームズ・ウォルフェンソン前世界銀行総裁

ヨーロッパではアメリカを戦略的パートナーとして捉えており、NATO での連携のほか、イデオロギーや文化の面でも両者は共有するものが多い。しかし近年は対立することが見られ、とくにイラク戦争をめぐる対応では大きな亀裂が走った。
欧州連合は国際協力や相互の利益に関する加盟国の主権の蓄積という基本の上に成り立っているため、欧州連合としては他の国と似たような対処の模索をしがちになる。欧州連合は京都議定書や人権といった国際的な取り決めや、国際連合、国際刑事裁判所を支持する立場をとっている。これとは対照的にアメリカは単独行動的な立場をとることが多く、ヨーロッパのように柔軟な対処よりも、軍事力を背景とした強硬路線を選択する傾向にある。
イラク戦争や対テロ戦争に関して、ヨーロッパでは大きな批判が沸き起こっている。ところが NATO やその枠組みの外ではなおも協力関係が続いている。例えば欧州連合とアメリカの間では2007年にオープン・スカイ協定が成立しており、また2007年4月には欧州理事会議長アンゲラ・メルケル（ドイツ連邦首相）がアメリカとの単一市場設立に関する取り決めに合意しており、2015年の創設を目指すこととしている。
ところがアメリカとの関係については加盟国ごとでその様子が異なっており、たとえば多くの加盟国政府はイラク戦争に支持を表明している。そのような国では政権が欧州連合に懐疑的とされており、具体的にはイギリス、ポーランド、チェコで、とくに後の2か国はイラク戦争の対応と同様に、世論に反してアメリカによる弾道ミサイル防衛計画の受け入れを表明している。欧州連合全体としては、実際の脅威に対してミサイル防衛計画は効果がなく、またロシアといった国を刺激して冷戦期のような軍備競争を招きかねないとして反対している。

### 日本
日本とは、主要国首脳会議の他、主に1991年以来続けられている日EU定期首脳協議を軸に連携している。2013年には、経済連携協定及び政治協定の締結に向けた具体的な協議の開始について、首脳間において合意した。

## イラン
欧州連合ではイランの核開発計画ついて、共通外交・安全保障政策上級代表のハビエル・ソラナとフランス、ドイツ、イギリスによる枠組みで対応を協議している。アメリカとヨーロッパ諸国では、イランの核兵器開発については核拡散防止条約で禁止されていると主張している。

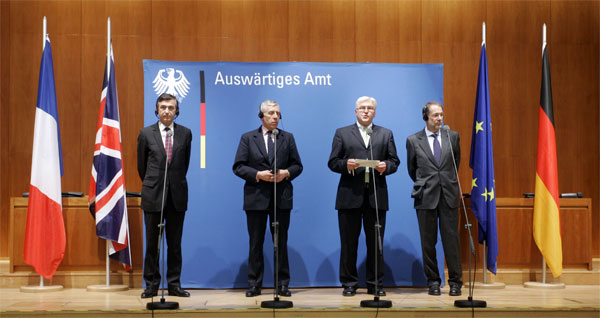
ハビエル・ソラナと仏独英外相（2006年、ベルリン）

欧州連合はイランの核開発問題のみについての保証を得るために協議をしていたが、一方でアメリカは軍事力を背景とした協議を続けていた。協議はいまだ成果につながっておらず、国連はイランに対して制裁を続けている。2007年、ソラナは協議の状況打開を模索し、同年3月25日にイラン最高安全保障委員会事務局長アリー・ラーリージャーニーと協議再開に向けて会談を行った。他方、欧州連合加盟各国の首脳はイランに対して、国連決議1737より厳しい制裁措置を行うことを決めた。
イランではユーロ建ての石油取引市場の設立が模索されている。これは両者間では注目されていないが、もしこの市場が取引を開始させると、イラン国外において大きな影響を与えるものと見込まれている。
2010年7月26日、EU 外相会議は、イランの核開発疑惑への強い懸念を改めて表明した。その上で、同国に対し新たな追加制裁を決定した。イラン外務省は、直後に非難の声明を発表した。同省は、さらに27日に、国内でのウラン濃縮活動の継続という結論を選択する可能性を示唆した。

## 東南アジア
欧州連合は毎年 ASEAN+3 との間で会合を開いているが、東南アジア諸国連合 (ASEAN) に軍事政権下で人権の取り扱いが問題となっているミャンマー（ビルマ）が加わってからは緊張した関係となっている。欧州連合はミャンマーが ASEAN 議長国になろうとしたさい、EU・ASEAN 会合への出席を見送ると通告したことがあり、このためにミャンマーは議長国になることを辞退したということがある。
長らく民主主義や人権問題は欧州連合と ASEAN のあいだの大きな溝をなっている。2007年に欧州議会議員の代表団が外遊したさい、民主主義について講演を開くことが拒否されたということがある。しかしいくつかの分野では協力体制が構築されており、たとえば2003年に欧州連合と ASEAN は反テロリズム関連の情報を共有することで合意している。また2007年4月の時点で、欧州委員会はASEANとのFTAを履行している。

## ACP諸国
欧州連合加盟国では旧植民地との密接な関係を維持しており、ローマ条約以降、欧州連合はアフリカ・カリブ海・太平洋 (ACP) 諸国と ACP・EU 共同議会会議など、開発協力の形で関係を築いている。
2007年4月、欧州委員会は ACP 諸国に対してコメの無関税輸出や砂糖の無関税・数量制限なしの輸出など、欧州連合の単一市場への参入を進めることを求めた。ところがこの要請はフランスの反対を受け、その後ほかの国の働きかけもあって内容が希薄化された。

## ラテンアメリカ
欧州連合は南米諸国連合との関係を強化しており、これらとは通商や研究、民主主義、人権などでの協力関係を進めている。チリやメキシコは欧州連合との間で連合協定を結んでいる。
欧州連合ではラテンアメリカ向け融資パッケージとして26億ユーロを供与しているほか、中央アメリカ向けにも8億4000万ユーロを供与している。
キューバの政権に対して欧州連合は批判的な立場をとっており、2003年から2006年にかけてカクテル戦争と呼ばれる外交論争が惹き起こされた。

## そのほかの国
欧州連合ではロシア以外の石油供給源の多様化を求めて、産油国との関係改善を進めており、とくに中央アジア諸国との関係を強化している。ところが中央アジアでは人権問題も同時に起こっており、関係の進展は思わしくない。

## 国際機関
欧州連合は国際機関において、欧州連合として代表を送っている。欧州連合が中心となる国際機関以外には、欧州連合、あるいは欧州共同体としては、次のような国際機関に代表を送っている。
- 国際連合（オブザーバー）
- 米州機構（オブザーバー）
- 主要国首脳会議（議長国以外の全権限を持つ）[21]
- 世界貿易機関
- 東南アジア諸国連合地域フォーラム（オブザーバー）
- 南アジア地域協力連合（オブザーバー）
- 国際開発協会
- 太平洋諸島フォーラム（パートナー）
- バルト海沿岸評議会
- オーストラリア・グループ
- 欧州原子核研究機構
- 国際連合食糧農業機関
- 欧州復興開発銀行
- G10（オブザーバー）
- 非同盟諸国首脳会議（オブザーバー）
- 原子力供給国グループ（オブザーバー）
- 経済協力開発機構
- 国際連合パレスチナ難民救済事業機関
- ザンガー委員会（オブザーバー）[22]

また欧州連合は中東カルテットにも参加しており、上級代表を設置している。国連の活動に関して欧州連合の一部高官は安全保障理事会の理事になろうとする動きもある。
欧州連合の人権と基本的自由の保護のための条約（欧州人権条約）加入についてもさまざまな予測が飛び交っている。2005年、欧州評議会ではヨーロッパ全土の規模での確固とした人権保護を達成するために、欧州連合の同条約への参加の期待が話題となった。また判例において整合性をとることも求められており、欧州司法裁判所では欧州人権裁判所との判断との対立を防ぐために、すでに同条約を欧州連合の法体系の一部として受け入れる用意が整っている。同条約第14議定書では欧州連合の加入を受け入れる規定が用意されており、またリスボン条約でも同様の規定を持っている。これらの規定で欧州連合は欧州評議会の下位に位置づけられるのではなく、人権に関する法令や一加盟国として外部監視を受けることになる。またリスボン条約では欧州連合に国際法人格が与えられる規定がなされていることから、欧州連合の欧州評議会へに加入についても提唱されている。